# Cobbelsdorf
Cobbelsdorf is een plaats en voormalige gemeente in de Duitse deelstaat Saksen-Anhalt, en maakt deel uit van de Landkreis Wittenberg.

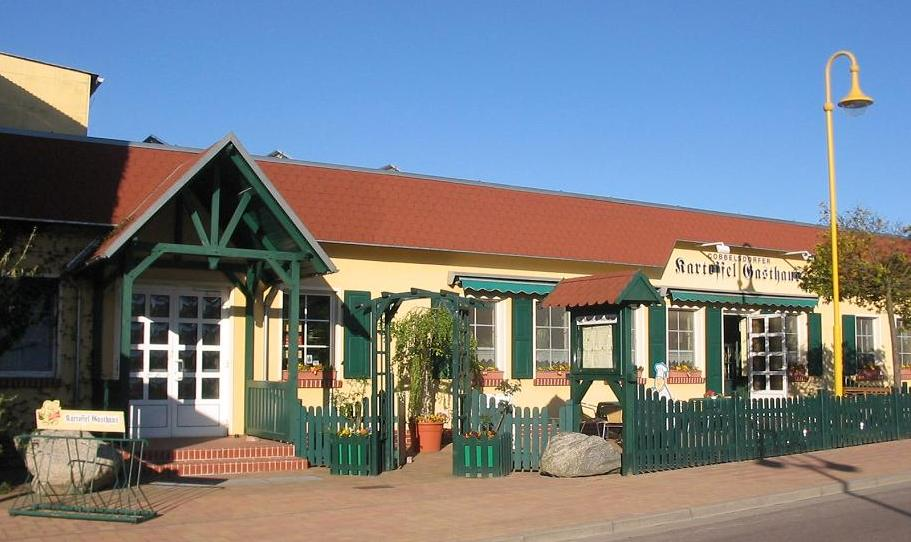
Restaurant

Cobbelsdorf telt 605 inwoners.